# Spaniopus fulvicornis
Spaniopus fulvicornis är en stekelart som beskrevs av Boucek 1972. Spaniopus fulvicornis ingår i släktet Spaniopus och familjen puppglanssteklar.
Artens utbredningsområde är:
- Tjeckien.
- Slovakien.
- Sverige.

Arten är reproducerande i Sverige. Inga underarter finns listade i Catalogue of Life.